# Looping Group
Looping Group is een Franse groep met het hoofdkantoor in Parijs die attractie- en andere recreatieparken beheert. De CEO van de groep is Laurent Bruloy.

## Geschiedenis

### Oprichting
Op 31 januari 2011 werd de Looping Group opgericht door de themaparkenafdeling van Compagnie des Alpes en de private equity H.I.G. Capital France.  Hierop volgde de overdracht van zeven recreatieparken: het Zwitserse Aquaparc, de Franse aquaria Grand aquarium Saint-Malo en Grand aquarium de Touraine, het Nederlandse attractiepark Avonturenpark Hellendoorn, het Franse attractiepark Parc Bagatelle, het eveneens Franse Mini Châteaux en de Britse attractieparken en Pleasurewood Hills. Op 3 augustus 2020 kwam daar het achttiende park bij: Drayton Manor werd overgenomen nadat dat pretpark op de rand van een faillissement stond. Na deze overname kon het park verder.
Compagnie des Alpes bleef bij de oprichting van de Looping Group nog steeds aanwezig aan het hoofd ervan met een aandeel van 30%; H.I.G. Capital kreeg een controlerend belang van 70%. In 2014 verkoopt Compagnie des Alpes echter al haar aandelen aan H.I.G. Capital, waardoor ze sindsdien niet meer in het bestuur zitten.

### Verdere aanwinsten
In mei 2012 verwierf de groep het Bretonse themapark Cobac Parc. Op 8 januari 2013 maakte de Spaanse bank CaixaBank bekend dat Looping Group het Spaanse park Isla Mágica had overgenomen.
Eind mei 2015 maakte Compagnie des Alpes bekend dat het dierenpark Planète Sauvage en het attractiepark La Mer de sable tegen eind juni 2015 ook zouden worden verkocht aan Looping Group.
Het Belgische investeringsvehikel Ergon Capital Partners (Groupe Bruxelles Lambert)  nam in 2016 de Franse keten Looping Group over.
In 2019 werd Looping Group overgenomen door Mubadala Capital en 4 jaar later, in mei 2023 nam de Franse private-equityfirma PAI Partners de Looping Group over.
In 2022 ontving de Looping Groep in totaal zo'n 5,5 miljoen bezoekers.
In 2024 werd het Familiepark Drievliet in Den Haag toegevoegd aan Looping Group/PAI Partners.

## Doel
Het doel van de groep, zo is te lezen op de officiële website, is door een organische en dynamische externe groeistrategie toe te passen de ontwikkeling van de parken te versnellen, en zo Europees leider te worden in de regionale recreatieparkensector.

## Lijst van parken

### Attractieparken
| Naam                       | Sinds |
| -------------------------- | ----- |
| Fort Fun Abenteuerland     | 2017  |
| Terra Botanica             | 2025  |
| Cobac Parc                 | 2011  |
| La Mer de Sable            | 2014  |
| Mini-Châteaux Val de Loire | 2010  |
| Parc Bagatelle             | 2010  |
| Avonturenpark Hellendoorn  | 2010  |
| Familiepark Drievliet      | 2024  |
| Drayton Manor              | 2020  |
| Pleasurewood Hills         | 2010  |
| Isla Mágica                | 2012  |

### Waterparken
| Naam                        | Sinds |
| --------------------------- | ----- |
| Aquapark Istralandia        | 2022  |
| Aquacolors                  |       |
| Parque Aquático de Amarante | 2017  |
| Agua Mágica                 |       |
| Aquaparc                    |       |

### Dierenparken
| Naam                      | Sinds |
| ------------------------- | ----- |
| Planete Sauvage           | 2014  |
| Zoo de la Flèche          | 2017  |
| West Midlands Safari Park | 2018  |

### Aquaria
| Naam                         | Sinds |
| ---------------------------- | ----- |
| Aquarium de Touraine         | 2010  |
| Grand Aquarium de Saint-Malo | 2010  |